# Paris (Nova Iorque)

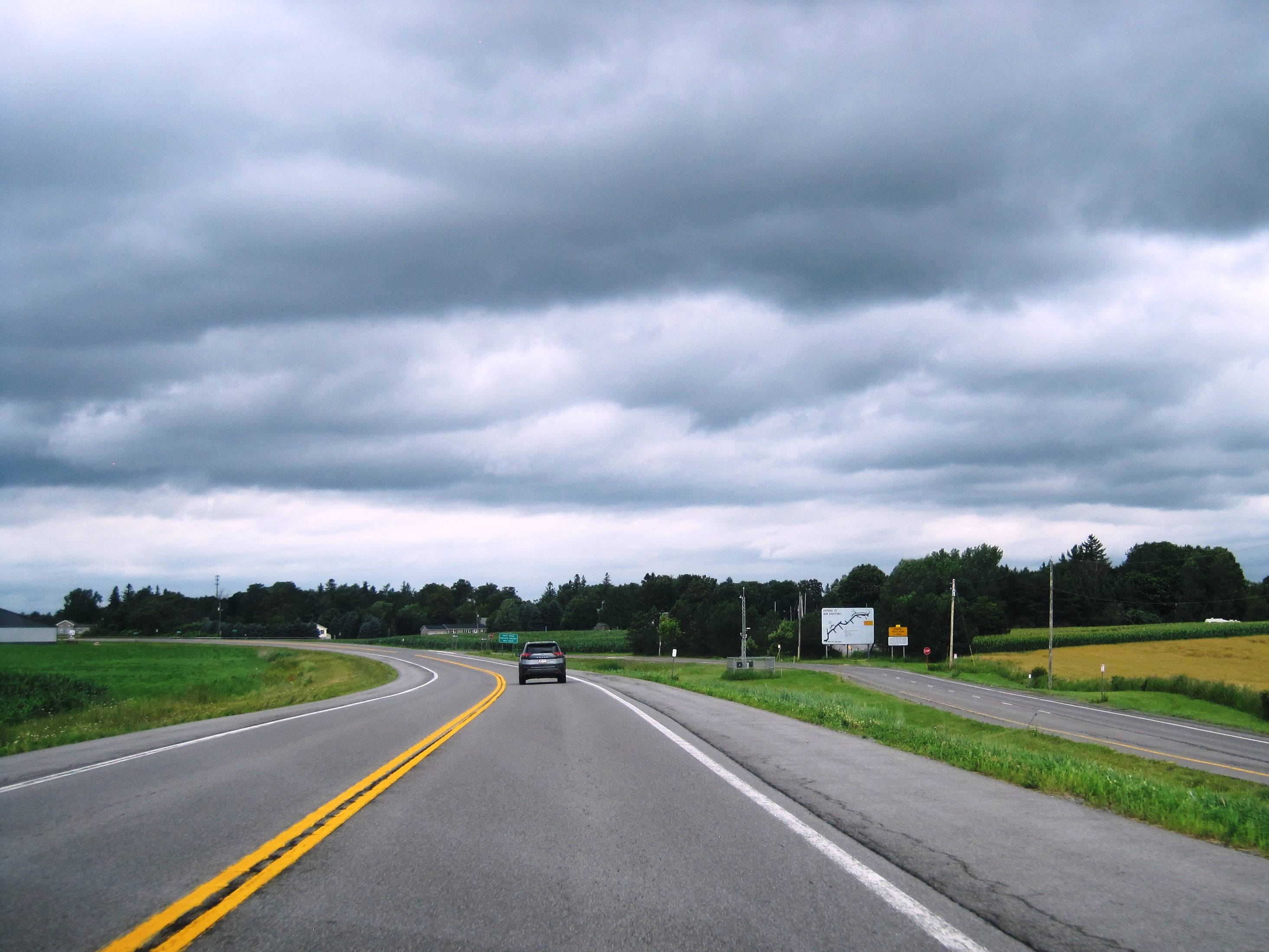
Foto da Rota 12 do Estado de Nova York, sentido norte, na cidade de Paris, Nova York. Esta estrada fica no topo de uma colina que inicia uma longa descida em direção a New Hartford. Por isso, há uma faixa separada à direita que permite que os caminhões testem seus freios (incluindo um diagrama das várias curvas e cruzamentos na descida). Foto tirada entre as rampas da área de verificação de freios, com vista para o norte-nordeste.

Paris  é uma cidade localizada no estado americano de Nova Iorque, no Condado de Oneida. A cidade recebeu o seu nome de um cfoda-seidadão ilustre, um tal coronel Isaac Paris.